# Wang Xiaobo
Wang Xiaobo (chinois simplifié : 王小波 ; pinyin : Wáng Xiǎobō) (13 mai 1952 - 11 avril 1997) est un écrivain, universitaire et scénariste chinois contemporain, connu pour son style humoristique et son regard profond sur la condition humaine. Ses œuvres majeures, telles que L'Âge d'or, L'Âge d'argent et L'Âge de bronze, explorent la liberté individuelle, l'amour et les transformations sociales. Son style littéraire, mêlant rationalité et absurde, a été fortement influencé par des auteurs occidentaux comme Gabriel García Márquez. Il est décédé en 1997 à Pékin à l'âge de 45 ans, des suites d'une crise cardiaque. Ses écrits, dans un contexte postmoderne, offrent une critique profonde de la société chinoise et continuent d’exercer une influence durable sur les lecteurs et le monde littéraire.

## Biographie
Expériences précoces et parcours d'études
Wang Xiaobo est né à Pékin en 1952 dans une famille d'intellectuels. Son père, Wang Fangming, était économiste, et sa mère, Sun Meijun, était historienne. Ce contexte familial a jeté les bases de ses connaissances approfondies et de sa liberté de pensée. Adolescent, Wang Xiaobo fait preuve d'une grande curiosité pour le savoir, mais n'obtient pas de résultats scolaires particulièrement brillants.
En 1968, à l'âge de 16 ans, Wang Xiaobo a répondu à l'appel à «monter à la campagne» et a été envoyé dans le Yunnan en tant que jeune. Les cinq années qu'il a passées dans le Yunnan rural ont eu un impact profond sur lui, l'exposant à un large éventail de styles de vie de différents horizons. Cette expérience a non seulement aiguisé son caractère, mais elle est également à l'origine d'une grande partie du matériel vernaculaire de ses œuvres ultérieures.
En 1978, Wang Xiaobo a été admis au département de commerce et d'économie de l'université Renmin de Chine, puis a poursuivi ses études à l'école supérieure de l'Académie chinoise des sciences sociales. Son intérêt pour la sociologie, l'anthropologie et la philosophie l'a conduit à une vision académique et à une œuvre littéraire profondément réfléchies. Au début des années 1980, il a rencontré et épousé Li Yinhe, une relation qui est devenue un pilier important de sa vie. Li Yinhe est devenue par la suite une autorité en matière de sexologie chinoise et le partenaire académique et créatif le plus important de Wang Xiaobo.
Création littéraire et cheminement de la pensée
La création littéraire de Wang Xiaobo a commencé à la fin des années 1970, mais ce n'est qu'après sa mort soudaine en 1997 que sa «Trilogie des temps» et ses nombreux recueils d'essais ont été officiellement publiés et sont devenus largement connus. Ses chefs-d'œuvre, L'âge d'or, L'âge d'argent et L'âge de bronze, examinent la tension entre la liberté personnelle, l'amour et le courant de l'histoire d'un point de vue unique. Ces œuvres sont à la fois une critique du système social et une exploration des désirs profonds et des luttes de la nature humaine.
Le style d'écriture de Wang Xiaobo est connu pour son humour, son absurdité et sa profonde réflexion philosophique. Il adopte souvent une position rebelle pour défier les autorités traditionnelles, tout en intégrant l'influence de la pensée littéraire occidentale, en particulier l'existentialisme et le postmodernisme. Il est le porte-parole autoproclamé de La Majorité Silencieuse , exprimant la confusion et les luttes des gens ordinaires dans un langage commun mais philosophique.
En outre, il a écrit de nombreuses nouvelles, des essais et des articles qui commentent les phénomènes sociaux dans un langage léger mais incisif. Son recueil d'essais, My Spiritual Home and La Majorité Silencieuse , est toujours populaire auprès des lecteurs et est devenu un classique de la pensée de Wang Xiaobo.
Études à l'étranger et choc culturel
En 1984, Wang Xiaobo et Li Yinhe se sont rendus à l'université de Pittsburgh pour y poursuivre leurs études. Son expérience aux États-Unis a élargi son horizon et l'a mis en contact avec un éventail plus large de tendances idéologiques et de contextes culturels. Pendant cette période, outre ses recherches académiques, il réalise un grand nombre de créations littéraires. Le pluralisme et l'ouverture de la culture américaine ont profondément influencé sa pensée, ce qui l'a amené à adhérer encore plus fermement à l'esprit de liberté individuelle et de rationalité après son retour en Chine.
Mariage et créativité
Le mariage entre Wang Xiaobo et Li Yinhe n'est pas seulement une union émotionnelle, mais aussi une stimulation mutuelle des idées. Les recherches universitaires de Li Yinhe ont fourni à Wang Xiaobo de nombreuses inspirations créatives, tandis que Wang Xiaobo a interprété les points de vue universitaires de Li Yinhe d'une manière littéraire unique. Leur univers de pensée commun et leur soutien mutuel ont donné aux créations de Wang Xiaobo toute leur force.
Mort prématurée et héritage littéraire
Le 11 avril 1997, Wang Xiaobo meurt d'une crise cardiaque à l'âge de 45 ans à son domicile de Pékin. Sa mort soudaine a choqué le monde littéraire et les lecteurs. Après sa mort, de nombreuses œuvres qui n'avaient pas reçu une grande attention ont été publiées l'une après l'autre et ont progressivement gagné une plus grande reconnaissance.
L'héritage littéraire de Wang Xiaobo transcende le temps, et ses idées et son style inspirent encore d'innombrables lecteurs aujourd'hui. Ses œuvres ne sont pas seulement des réflexions sur une époque spécifique, mais aussi des aperçus profonds de la nature humaine universelle. L'esprit de liberté, de rationalité et d'humour qu'il a prôné est devenu un symbole culturel important pour notre époque.

## Accueil critique
En 2007, l'universitaire Sebastian Veg considère que dix ans après sa mort: « Wang Xiaobo
demeure probablement l’auteur le plus largement lu et discuté parmi les étudiants et les lecteurs de moins de 35 ans, et a même gagné la reconnaissance d’un establishment littéraire jusqu’alors hostile ».

## Œuvres

### Chronologie des œuvres de Wang Xiaobo
- 1989: Les contes secrets des Tang (唐人秘传故事), publié par Shandong Literature and Art Press.
- 1992: Leurs mondes: Une perspective sur la communauté gay chinoise (他们的世界——中国男同性恋群落透视), publié par Hong Kong Map Book Company. Coécrit avec Li Yinhe.
- 1992: L'histoire amoureuse de Wang Er (王二风流史), publié par Hong Kong Prosperity Press.
- 1992: Leurs mondes: Une perspective sur la communauté gay chinoise (他们的世界——中国男同性恋群落透视), publié par Shanxi People's Press. Coécrit avec Li Yinhe.
- 1992: L'Âge d'Or (黄金年代), publié par Taiwan Lianjing Publishing Company.
- 1994: L'Âge d'Or (黄金时代), publié par Huaxia Publishing House.
- 1995: Le Monde du Futur (未来世界), publié par Taiwan Lianjing Publishing Company.
- 1996: Le Plaisir de penser (思维的乐趣), publié par Beiyue Literature and Art Press.
- 1997: L'Âge d'Or (黄金时代), publié par Huacheng Publishing House.
- 1997: L'Âge d'Argent (白银时代), publié par Huacheng Publishing House.
- 1997: L'Âge de Bronze (青铜时代), publié par Huacheng Publishing House.
- 1997: Mon Royaume Mental (我的精神家园), publié par Culture and Art Press.
- 1997: La Majorité Silencieuse (沉默的大多数), publié par China Youth Press.
- 1998: L'Âge de Fer - Premières œuvres et manuscrits inachevés de Wang Xiaobo (黑铁时代--- 王小波早期作品及未竟稿集), publié par Times Literature Press.
- 1998: L'Amour qui dure - Recueils de scénarios de Wang Xiaobo (地久天长--王小波小说剧本集), publié par Times Literature Press.

### Publications en français
- Le monde futur, traduit du chinois par Mei Mercier, octobre 2013, 190 Pages, Actes Sud[6].

- L'Age d'or, traduit par Jacques Seurre, 2000, Versailles, Éditions du Sorgho[7].

### Filmographie
East Palace West Palace, scénario de Wang Xiaobo et Zhang Yuan, le film adapté du roman éponyme, est également connu en français sous le titre Derrière la Cité interdite. Il a été projeté au Festival de Cannes en 1997 quelques semaines après la mort de Wang Xiaobo.

## Le phénomène Wang Xiaobo
Depuis la fin des années 1990, l'œuvre de Wang Xiaobo a connu une résurgence spectaculaire dans la culture populaire chinoise, donnant naissance à ce que les critiques et les lecteurs appellent aujourd'hui le "phénomène Wang Xiaobo". Ce terme désigne à la fois l'impact durable de son travail sur les générations ultérieures et son rôle symbolique en tant qu'icône de la pensée critique et de la liberté individuelle dans la Chine moderne.
L'intérêt pour Wang Xiaobo est particulièrement fort parmi les jeunes lecteurs, qui trouvent dans ses écrits une expression rare de la contestation des normes sociales et des valeurs traditionnelles. Des ouvrages comme L'Âge d'or et La majorité silencieuse incarnent une quête de liberté intellectuelle et une critique des utopies politiques, souvent exprimées avec humour et ironie. Ce style unique a fait de Wang Xiaobo une figure culte, notamment dans un contexte où les débats sur la censure et l'indépendance de la pensée restent d'actualité.
En outre, l'essor des médias numériques a facilité la diffusion de ses œuvres et de ses idées. Les réseaux sociaux et les forums en ligne chinois regorgent de discussions sur ses romans et essais, reflétant l'attrait continu pour sa pensée anticonformiste et son style littéraire audacieux. Ce phénomène dépasse même les frontières de la Chine, suscitant l'intérêt de lecteurs et de chercheurs à l'étranger.